# Buen Pasto
Buen Pasto är en ort i Argentina.   Den ligger i provinsen Chubut, i den södra delen av landet, 1 500 km sydväst om huvudstaden Buenos Aires. Buen Pasto ligger 647 meter över havet och antalet invånare är 105.
Terrängen runt Buen Pasto är huvudsakligen kuperad, men den allra närmaste omgivningen är platt. Buen Pasto ligger nere i en dal. Trakten runt Buen Pasto är nära nog obefolkad, med mindre än två invånare per kvadratkilometer.. Det finns inga andra samhällen i närheten. 
Omgivningarna runt Buen Pasto är i huvudsak ett öppet busklandskap.